# (3273) Drukar
(3273) Drukar es un asteroide perteneciente al cinturón exterior de asteroides descubierto el 3 de octubre de 1975 por Liudmila Ivánovna Chernyj desde el Observatorio Astrofísico de Crimea, en Naúchni.

## Designación y nombre
Drukar fue designado al principio como 1975 TS2.
Posteriormente, en 1987, se nombró en honor del impresor ruso Iván Fiódorov (h.1510-1583). El nombre elegido significa impresor en ruso.

## Características orbitales
Drukar orbita a una distancia media de 3,406 ua del Sol, pudiendo alejarse hasta 3,504 ua y acercarse hasta 3,307 ua. Su inclinación orbital es 14,05 grados y la excentricidad 0,02892. Emplea 2296 días en completar una órbita alrededor del Sol.

## Características físicas
La magnitud absoluta de Drukar es 11,4. Tiene 33,31 km de diámetro y se estima su albedo en 0,0439.